# Жінки в стоматології

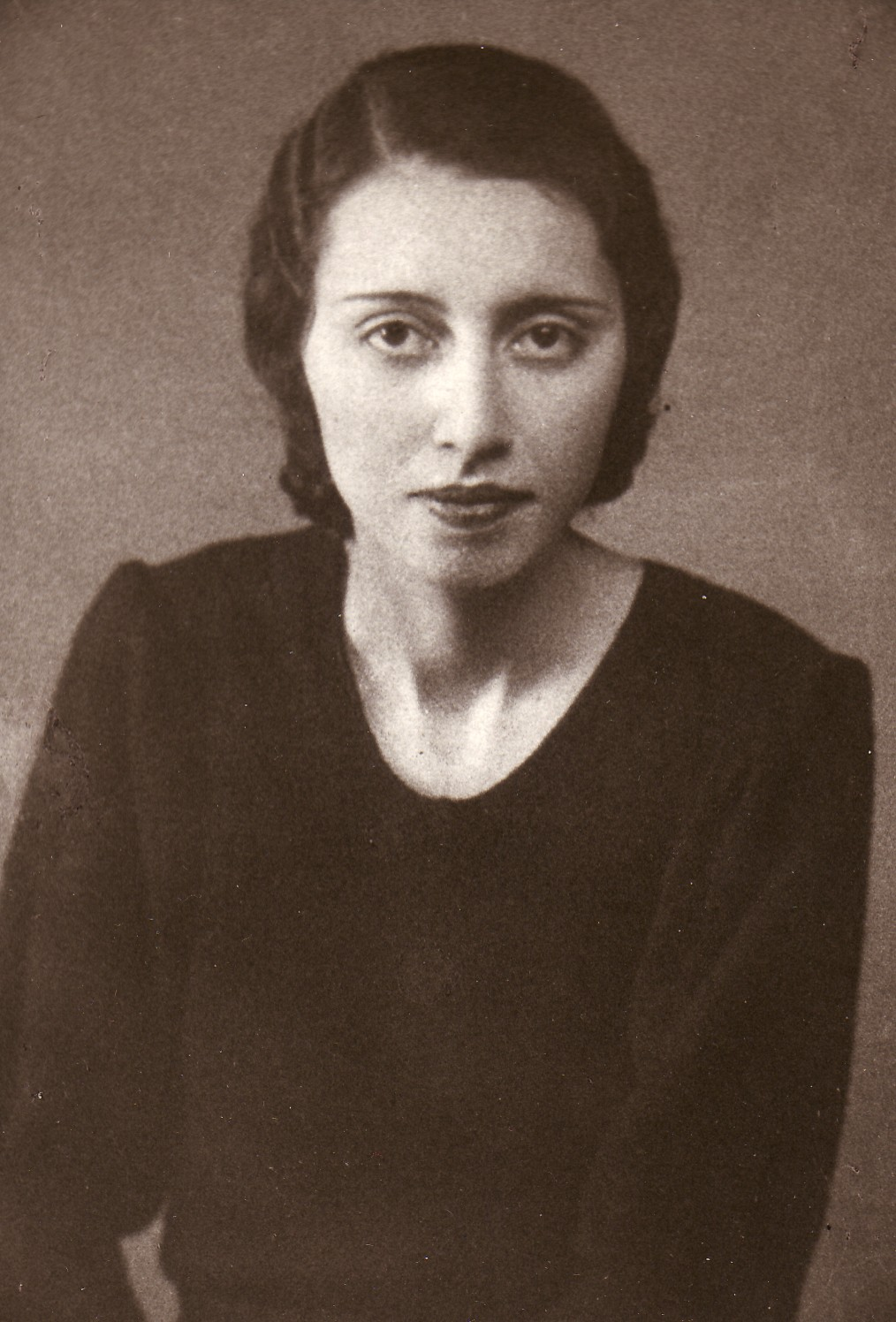
Бадрі Теймурташ, перша жінка-стоматологиня в Ірані.

Історія жінок у стоматології досить тривала. Див. Жінки у медицині, Жіноче здоров'я.

## Хронологія

### XVI століття
- Рік невідомий, 16 століття: на ранній гравюрі на міді Лукаса Ван Лейдена можна побачити подорожуючого стоматолога разом із жінкою, яка виконувала роль його помічниці.[2]

### ХІХ століття
- 1814: Жозефіна Серре стала першою жінкою, яка отримала стоматологічний ступінь в Університеті Тарту.[3] Її дочка Марі-Луї Серр пізніше закінчила стоматологічний факультет в 1829 році того ж університету[4].
- 1852: Амалія Ассур стала першою жінкою-стоматологинею у Швеції; їй надано спеціальний дозвіл від Королівської ради охорони здоров’я самостійно займатись стоматологією, незважаючи на те, що ця професія не була юридично відкрита для жінок у Швеції до 1861 р.[2]
- 1855: Емелін Робертс Джонс стала першою жінкою, яка займалася стоматологією в США.[5] У підлітковому віці вона вступила в шлюб з дантистом Даніелем Джонсом, а в 1855 році стала його помічницею[6].
- 1866: Розалі Фугельберг отримала королівський розподіл від шведського короля Карла XV і, таким чином, стала першою жінкою в Швеції, яка офіційно займалася стоматологією, оскільки ця професія була законно відкрита для жінок у Швеції в 1861 році.[2]
- 1866: Люсі Гоббс Тейлор стала першою жінкою, яка закінчила стоматологічний коледж (Стоматологічний коледж Огайо).[6]
- 1869: Генрієтта Гіршфельд-Тібуртіус, що народилася в Німеччині, стала першою жінкою, яка пройшла повний курс стоматології в коледжі, оскільки Люсі Гоббс Тейлор отримала кредит за свій час в стоматологічній практиці перед тим, як відвідувати стоматологічний коледж. Закінчила Пенсильванський коледж стоматологічної хірургії в 1869 р.[7][8][9]  Стала першою жінкою-стоматологинею у Німеччині.[10]
- 1874: Фанні А. Рамбаргер стала другою американкою, яка здобула докторський ступінь із стоматологічної хірургії в 1874 році, коли закінчила Пенсильванський коледж стоматологічної хірургії. Працювала у Філадельфії і обмежила свою практику лише жінками та дітьми.[6]
- 1881: Маргарет Каро стала першою жінкою, внесеною до Реєстру стоматологів Нової Зеландії[11].
- 1886: Маргарита Чорне і Салазар[уточнити] стала першою жінкою-стоматологинею у Мексиці.[2]
- 1890: Іда Роллінз стала першою афро-американською жінкою, яка здобула ступінь стоматолога в США, яку вона здобула в Мічиганському університеті[7][12].
- 1892: Жіноча стоматологічна асоціація США була заснована в 1892 році завдяки Мері Стілвелл-Кузель з 12 членами статуту[13].
- 1893: Керолайн Луїза Джозефін Уеллс стала першою жінкою, яка закінчила Королівський коледж стоматологічних хірургів Онтаріо, що зробило її першою канадкою, яка закінчила будь-яку стоматологічну школу[14][15].
- 1895: Ліліан Ліндсей стала першою ліцензованою жінкою-стоматологинею у Великій Британії[2].
- 1898: Емма Годро Касгрейн стала першою жінкою-стоматологинею з ліцензією в Канаді.[2]

### ХХ століття
- 1904-1905: Віра Сай Со Леонг, яку також називають Сай Со Йонг, стала першою китайсько-американською жінкою, яка закінчила школу стоматології та стала стоматологинею у США [16]. У 1904 році вона стала першою жінкою будь-якої раси, яка закінчила Коледж лікарів та хірургів (нині Тихоокеанський університет стоматологічної школи Артура А. Дугоні) [17]. У 1905 році вона здобула докторський ступінь зі стоматологічної хірургії з цієї школи[18], а після судового розгляду справи Державного комітету стоматологів, яке затримало надання ліцензій, отримала стоматологічну ліцензію в серпні 1905 року[19].
- 1907: Френсіс Дороті Грей стала першою жінкою-випускницею бакалаврату стоматологічних наук в Австралії; вона закінчила Австралійський стоматологічний коледж Мельбурнського університету в 1907 р.[2]
- 1909: Мінні Еванджелін Джордон створила першу в США стоматологічну практику, присвячену лише педіатричним пацієнтам.[20]
- 1916: Джиллетт Гейден була першою жінкою-президентом Американської академії пародонтології.[21]
- 1920: Мод Таннер стала першою зареєстрованою жінкою-делегаткою Американської стоматологічної асоціації.[22]
- 1921: Під час щорічних зборів Американської стоматологічної асоціації 12 стоматологинь зібрались у Мілвокі та створили Федерацію американських стоматологинь, відому зараз Американська асоціація стоматологинь. Їх першою президентом була Мінні Еванджелін Джордон[13].
- 1923: Аніта Мартін стала першою жінкою, залученою до американського стоматологічного товариства Омікрон Каппа Упсілон.[22]
- 1925: Мінні Еванджелін Джордон опублікувала перший підручник з педодонтії під назвою «Оперативна стоматологія для дітей» [23][24][25].
- 1946: Ліліан Ліндсей стала першою жінкою-президентом Британської стоматологічної асоціації.[2]
- 1951: Гелен Е. Майерс, випускниця 1941 року в Університеті Темпл, була першою жінкою-стоматологинею армійського стоматологічного корпусу в 1951 році.[7]
- 1965: Бадрі Теймурташ і Амір Есмаель Сондузі заснували стоматологічну школу «Мешхед» в 1965 році, і вона стала першою жінкою-деканкою стоматологічної школи в 1967 році[26]. Теймурташ була першою жінкою-стоматологинею в Ірані.[1]
- 1975: 1 липня 1975 року Жанна Сінкфорд стала першою жінкою-деканкою американської стоматологічної школи (Стоматологічного факультету університету Говарда)[7].
- 1975: Джессіка Рікерт стала першою жінкою-стоматологинею з американських індіанців в Америці, закінчивши в 1975 році стоматологічну школу в Університеті Мічигану. Вона була членкинею прерійської групи Potawatomi Nation і прямою нащадкою правителя Індії Вахбемема (Білого голуба).[27]
- 1977: Ненсі Гурі стала першою жінкою-президентом  в 1977 році Американської асоціації стоматологічних шкіл (заснована в 1923 році і перейменована в Американську асоціацію стоматологічної освіти в 2000 році).[28]
- 1988: У 1988 році Американська студентська стоматологічна асоціація обрала свою першу жінку-президентку Н. Гейл Макларин з Медичного університету Південної Кароліни.[29]
- 1991: Джеральдін Морроу стала першою жінкою-президентом Американської стоматологічної асоціації.[30]
- 1997: Хейзел Дж. Гарпер стала першою жінкою-президентом Американської національної стоматологічної асоціації[31][32].

### ХХІ століття
- 2001: Марджорі Джефкоат стала першою жінкою-редакторкою журналу Американської стоматологічної асоціації [33].
- 2003: Контр-адміралка Керол І. Тернер стала першою жінкою-начальницею Стоматологічного корпусу ВМС США.[22][34]
- 2004: Сандра Медісон з міста Ешвілл, штат Північна Кароліна, була обрана першою жінкою-президентом Американської асоціації ендодонтів[35].
- 2005: Мікеле Ерден стала першою жінкою-президентом Всесвітньої стоматологічної федерації ПІІ.[36]
- 2007: Лора Келлі стала першою жінкою-президентом Американської академії косметичної стоматології.[37]
- 2008: Беверлі Ларджент, дитяча стоматологиня з Падука, штат Кентуккі, стала першою жінкою-президентом Американської академії дитячої стоматології.[38]
- 2008: Валері Мурра стала першою жінкою-президентом Американської академії ротової та щелепно-лицевої патології.[39]
- 2008: Пола Джонс стала першою жінкою-президентом Академії загальної стоматології.[40]
- 2008: Дебора Стиміест з Фредеріктона була обрана першою жінкою-президентом Канадської стоматологічної асоціації[41].
- 2008: Сюзен Борденаве-Бішоп стала першою жінкою-президентом Міжнародної академії стоматології [40].
- 2009: Кетлін Т. О'Лоуглін з Медфорда, штат Массачусетс, стала першою жінкою-виконавчою директоркою Американської стоматологічної асоціації [42].
- 2013: Гейл Глен була обрана першою жінкою-президентом Американської асоціації ортодонтів.[43][44]